# Katarina O'Nils Franke

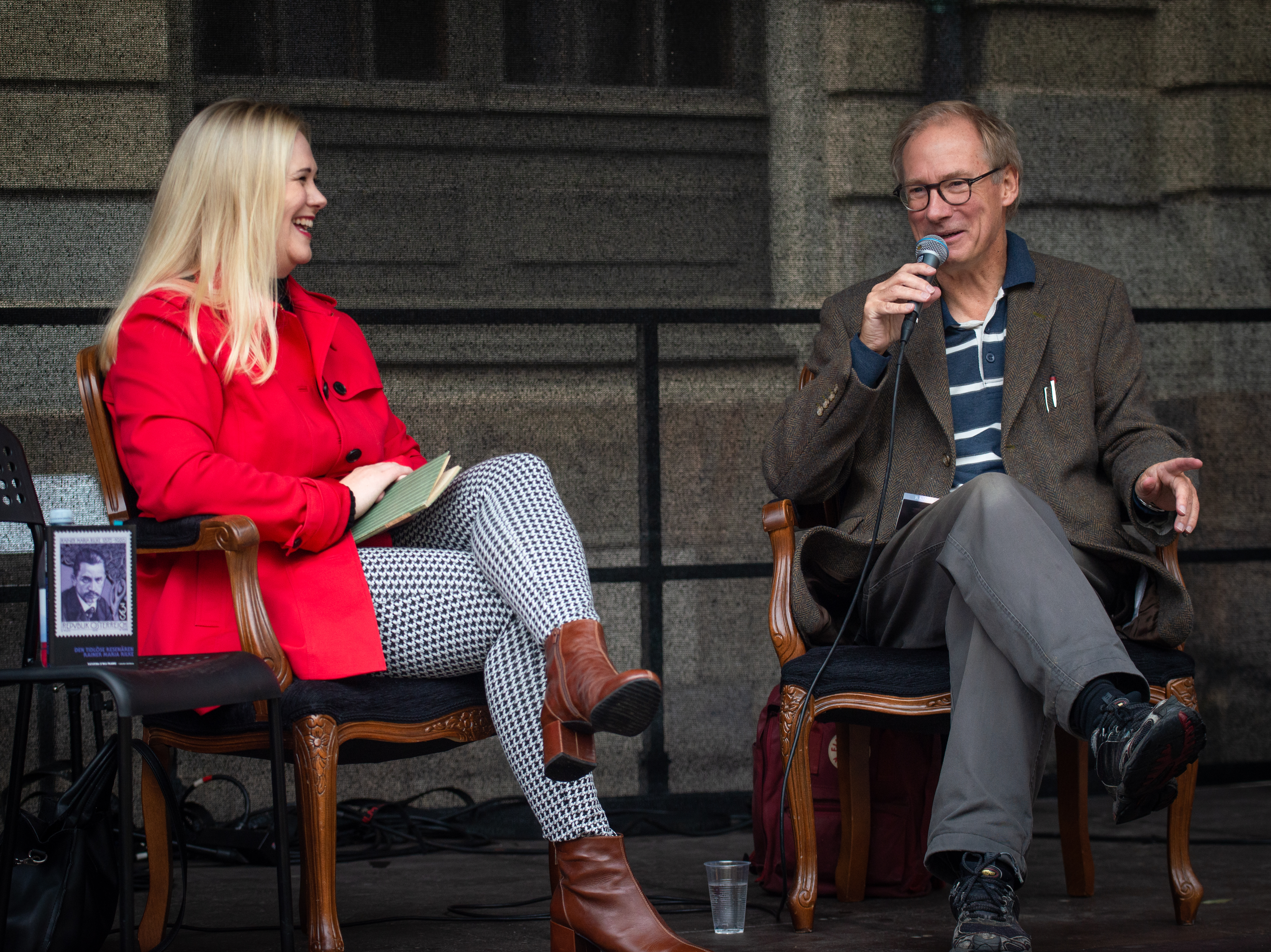
Katarina O'Nils Franke och Jonas Ellerström på Stortorget under Stockholms bokhelg 2021 i samtal om boken Den tidlöse resenären Rainer Maria Rilke.

Birgitta Katarina O'Nils Franke, född 27 december 1987, är en svensk journalist och författare.
Katarina O'Nils Franke har studerat humaniora på Uppsala universitet 2007–2010, med en kandidatexamen 2010. Hon arbetade på Timbro 2013–2015 och var därefter tio år (2015–2025) redaktionssekreterare på tidskriften Axess. På Axess TV har hon medverkat som programledare i flera av de egenproducerade programmen, exempelvis "Förklara din forskning" och "En ny bok". Hon är krönikör i Norrköpings Tidningar och 2016–2024 satt hon i Svenska Högerpressens förening där hon 2020–2024 var ordförande. Hon debuterade som författare 2015 med romanen Kollisionen och 2019 publicerades hennes andra roman, Ett annorlunda avtal. Därefter har hon utkommit med två fackböcker om Rainer Maria Rilke och en barnbok.
Sedan februari 2025 är hon konsult på The Labyrinth Public Affairs.